# Opération Valkyrie : La Peur au ventre
Pour plus de détails, voir Fiche technique et Distribution.
Opération Valkyrie : La Peur au ventre est un vidéofilm de guerre américain de 2016 réalisé par Claudio Fäh (en) et mettant en vedette Sean Patrick Flanery, Tom Sizemore, Kip Pardue, Stephen Lang et Rutger Hauer,,,.

## Synopsis
Alors que l'opération Valkyrie se prépare à l'assassinat d'Adolf Hitler, une équipe des forces spéciales des Alliés se prépare à extraire l'homme destiné à diriger une Allemagne d'après-guerre. Mais après que Valkyrie échoue, tout change. Maintenant, des alliés improbables doivent travailler ensemble pour empêcher un groupe d'officiers nazis de s'enfuir en Argentine et d'établir un Quatrième Reich.

## Fiche technique
- Titre original : Beyond Valkyrie: Dawn of the 4th Reich
- Titre français : Opération Valkyrie : La Peur au ventre
- Réalisateur : Claudio Fäh (en)
- Producteurs : Jeffery Beach et Phillip J. Roth
- Directeurs de la photographie : Martin Chichov
- Monteurs : John Gilbert
- Chef décorateur : Kes Bonnet et Jana Grazer
- Casting : Jeff Gerrard et Gillian Hawser
- Sociétés de production : 
  - Destination Films
  - Jumping Horse Film (coproducteur)
  - UFO International Productions
- Société de distribution : Sony Pictures Entertainment et les filiales Universal et Sony
- Durée : 100 minutes
- Dates de sortie : 2016 (Direct-to-video)
- Interdit aux moins de 16 ans (15 ans en Australie, Grèce, Corée du Sud)

 Sauf indication contraire, les informations mentionnées dans cette section peuvent être confirmées par la base de données cinématographiques IMDb,  présente dans la section « Liens externes ».

## Distribution
crédité par ordre du générique
- Sean Patrick Flanery : Evan Blackburn
- Tom Sizemore : sergent-chef O'Malley
- Kip Pardue : Clarence Edward
- Stephen Lang : général Emil F. Reinhardt (en)
- Rutger Hauer : Oskar Halminski
- Eric Ladin : Robert Sites
- Johannes Herrschmann : Adam von König
- Pasha D. Lychnikoff : major Aleksandr Kulkov
- Tom Padley : Theodore « Dix » Dixon
- Julie Engelbrecht : Elke Schroeder
- Michael Epp : Sturmbannführer Karl Krauss
- Andrew Byron : Yevgeniy Tolstoy
- Martin Bermoser : Hauptscharführer Visser
- Nathan Cooper : l'homme à la radio
- Matt Lindquist : voix hors champ (non crédité)
- Phillip Bulcock : Obersturmführer Herzog
- Ivan Iliev : Bear
- Velizar Peev : Viktor
- Atanas Srebrev : soldat Heller
- Valeri Yordanov : Obersturmführer Rachtman
- Valentin Ganev : évêque Grün
- Yuri Angelov : Gerhard Toht
- Vladimir Kolev : prisonnier de guerre britannique
- Ivan Kavkarov : un sous-marinier
- Ivo Simeonov : un pilote anglais
- Hristo Mitzkov : un nazi en détresse

## Anecdotes
- Si l'action se déroule en province de Prusse-Orientale, le tournage s'est déroulé en Bulgarie[5].
- Certains costumes de militaires arboraient des décorations placées n'importe comment. Le grade de sergent-chef n'était pas encore d'actualité pendant la Seconde Guerre mondiale, ce grade n'est apparu qu'en 1968[6].